# Cathédrale de Westminster
Ne doit pas être confondue avec la toute proche abbaye de Westminster.
La cathédrale métropolitaine du Très-Précieux-Sang, communément dénommée cathédrale de Westminster, est la cathédrale catholique de l'archidiocèse catholique de Westminster, siège primatial et métropolitain de l'Église catholique en Angleterre et Pays de Galles qui se trouve à Londres. Elle en est le plus grand lieu de culte. L'archevêque est actuellement Mgr Vincent Nichols. Consacré au « Précieux Sang de Jésus-Christ », cet édifice se trouve dans la cité de Westminster.

## Histoire
À la fin du XIXe siècle, la hiérarchie de l'Église catholique avait récemment été rétablie en Angleterre et au Pays de Galles, et c'est en mémoire du cardinal Wiseman (mort en 1865, il était devenu le premier archevêque de Westminster en 1850) qu'une première subvention fut accordée pour la construction de la nouvelle cathédrale. Le terrain, précédemment occupé par la deuxième prison de Tothill Fields Bridewell (en), fut acquis en 1884 par le successeur de Wiseman, le cardinal Manning. Après deux faux départs en 1867 avec l'architecte Henry Clutton et en 1867 avec l'architecte Baron von Herstel, la construction débuta en 1895 sous le successeur du cardinal Manning, le cardinal Vaughan, et avec John Francis Bentley comme architecte.
La cathédrale a ouvert ses portes en 1903, juste après la mort de Bentley. Pour des raisons financières, la décoration intérieure a eu grand mal à débuter et encore plus à être terminée. Nombreuses sont les personnes qui pensent que la cathédrale de Westminster a été le premier lieu de culte catholique à être construit en Grande-Bretagne après la Réforme anglaise, mais cet honneur revient à l’église Saint-Patrick de Soho Square, qui fut consacrée le 29 septembre 1792.
Conformément aux lois de l'Église de l'époque, tous les lieux de culte ne devaient être consacrés que libres de dettes et une fois leur construction achevée. La cérémonie de consécration de la cathédrale ne put donc avoir lieu avant le 28 juin 1910.
En 1977, en tant que partie des célébrations du Jubilé d'Argent, la cathédrale reçut la visite de la reine Élisabeth II. Même s'il n'y eut pas de service religieux (le but de la visite étant initialement une exposition de fleurs), ce passage a été fortement symbolique, car il s'agissait de la première visite d'une église catholique par un monarque du Royaume-Uni depuis la Réforme.
Le 28 mai 1982, premier jour de sa visite apostolique de six jours au Royaume-Uni, le pape Jean-Paul II célébra une messe dans la cathédrale.

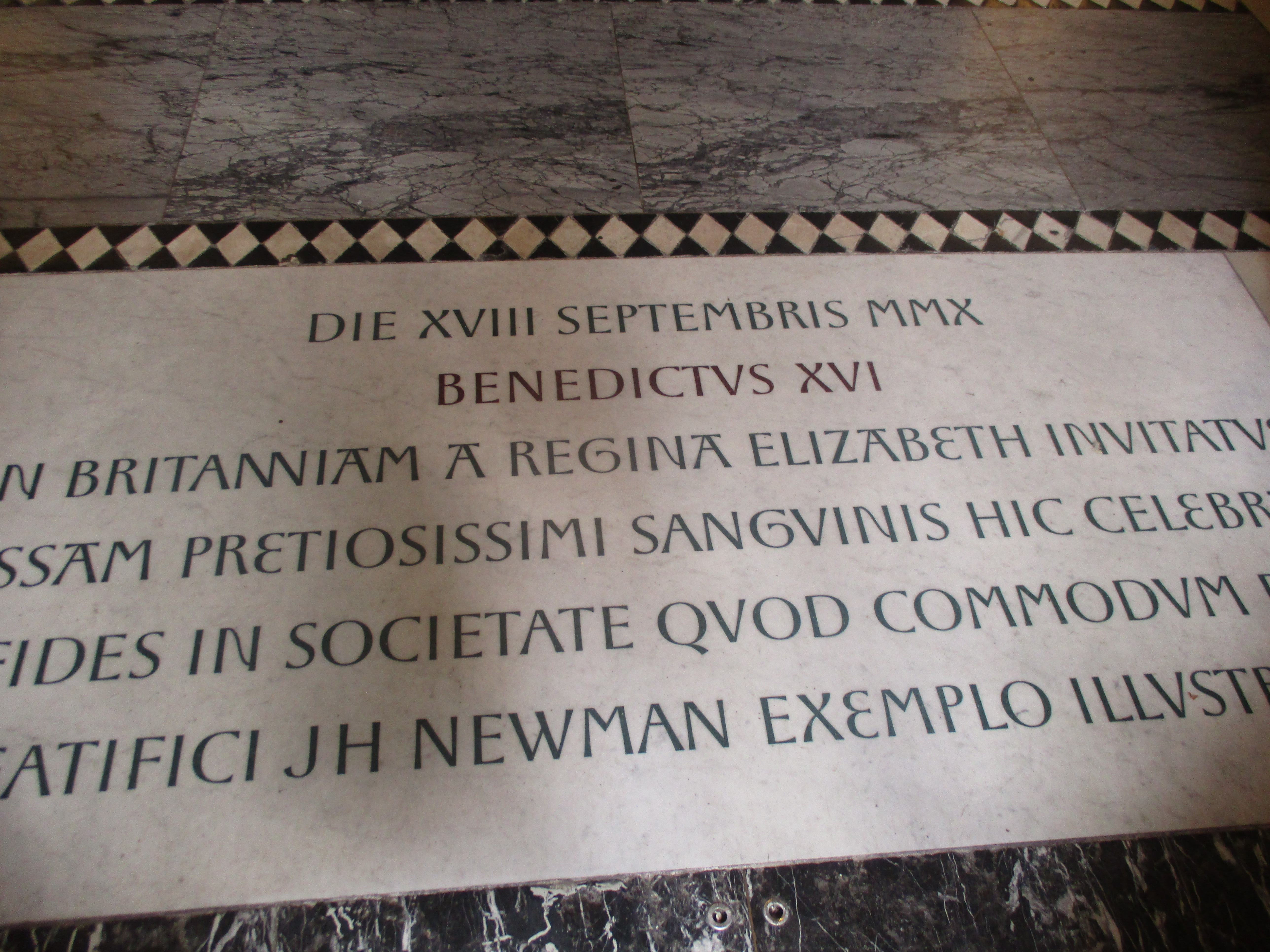
Plaque commémorant la visite de Benoît XVI.

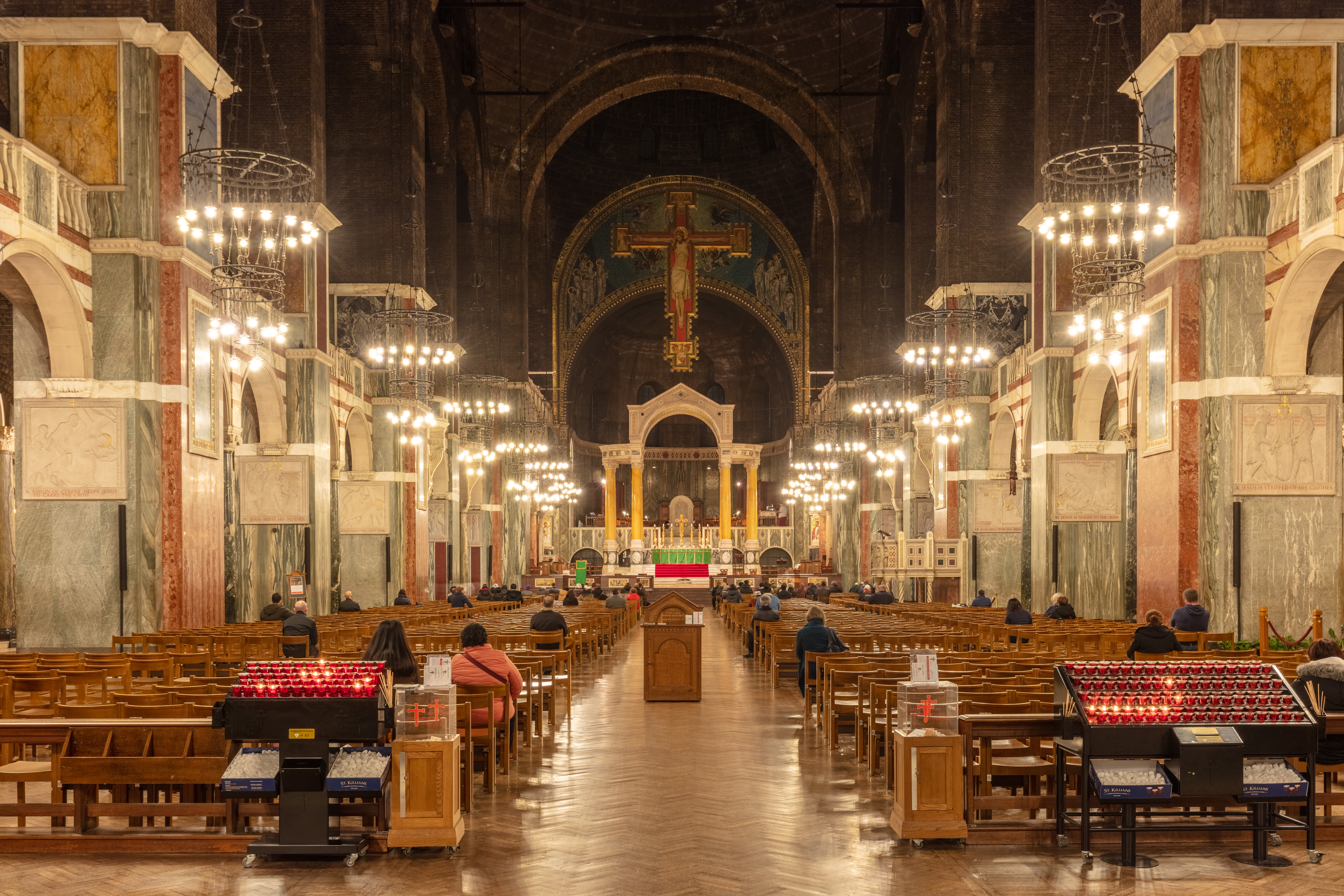
La nef.

En 1995, à l'invitation du cardinal Basil Hume, la cathédrale fut visitée par la reine ; ce fut la première célébration œcuménique suivie par un monarque du Royaume-Uni depuis la "réforme".
Le 18 septembre 2010, le pape Benoît XVI y célébra une messe au troisième jour de sa visite apostolique au Royaume-Uni.
Le 12 septembre 2020, le Premier ministre britannique Boris Johnson et sa fiancée Carrie Symonds font baptiser leur fils Wilfred dans la cathédrale.

## Architecture

### Chapelles
La chapelle du Saint-Sacrement, au nord du chœur, et la chapelle de Notre-Dame au sud, donnent sur les bras du transept. Elles mesurent 6,7 m de largeur, avec ouverture en arcade, voûte à canon et abside. On remarque un petit baldaquin au-dessus de l'autel de la chapelle du Saint-Sacrement suspendu à la voûte. La chapelle est fermée par des grilles de bronze. Les murs de la chapelle de Notre-Dame sont revêtus de marbre et le retable est fait d'une mosaïque représentant la Vierge à l'Enfant, encadrée de marbre. Les conques de la chapelle contiennent des mosaïques à la couleur bleue prédominante représentant les prophètes de l'Ancien Testament, Daniel, Isaïe, Jérémie et Ézéchiel. La chapelle n'est pas entourée de grilles et donc complètement ouverte.
Les chapelles latérales quant à elles mesurent aussi 6,7 mètres de largeur. Celle dédiée à saint Grégoire et à saint Augustin est la première à avoir été achevée. Elle accueille la tombe du cardinal Hume. Elle est décorée de mosaïques et elle est séparée de la chapelle du baptistère par un écran ouvert de marbre. La chapelle des Âmes Saintes possède une décoration victorienne tardive dans un style aux évocations funèbres avec un fond d'argent. La chapelle dédiée à saint Georges et aux martyrs anglais accueille le reliquaire de saint Jean Southworth. La chapelle Saint-Thomas-de-Canterbury comprend le gisant du cardinal Vaughan.
Les stations du chemin de croix sont l'œuvre du sculpteur Eric Gill et sont considérées comme des exemples parmi les plus aboutis de ses travaux.

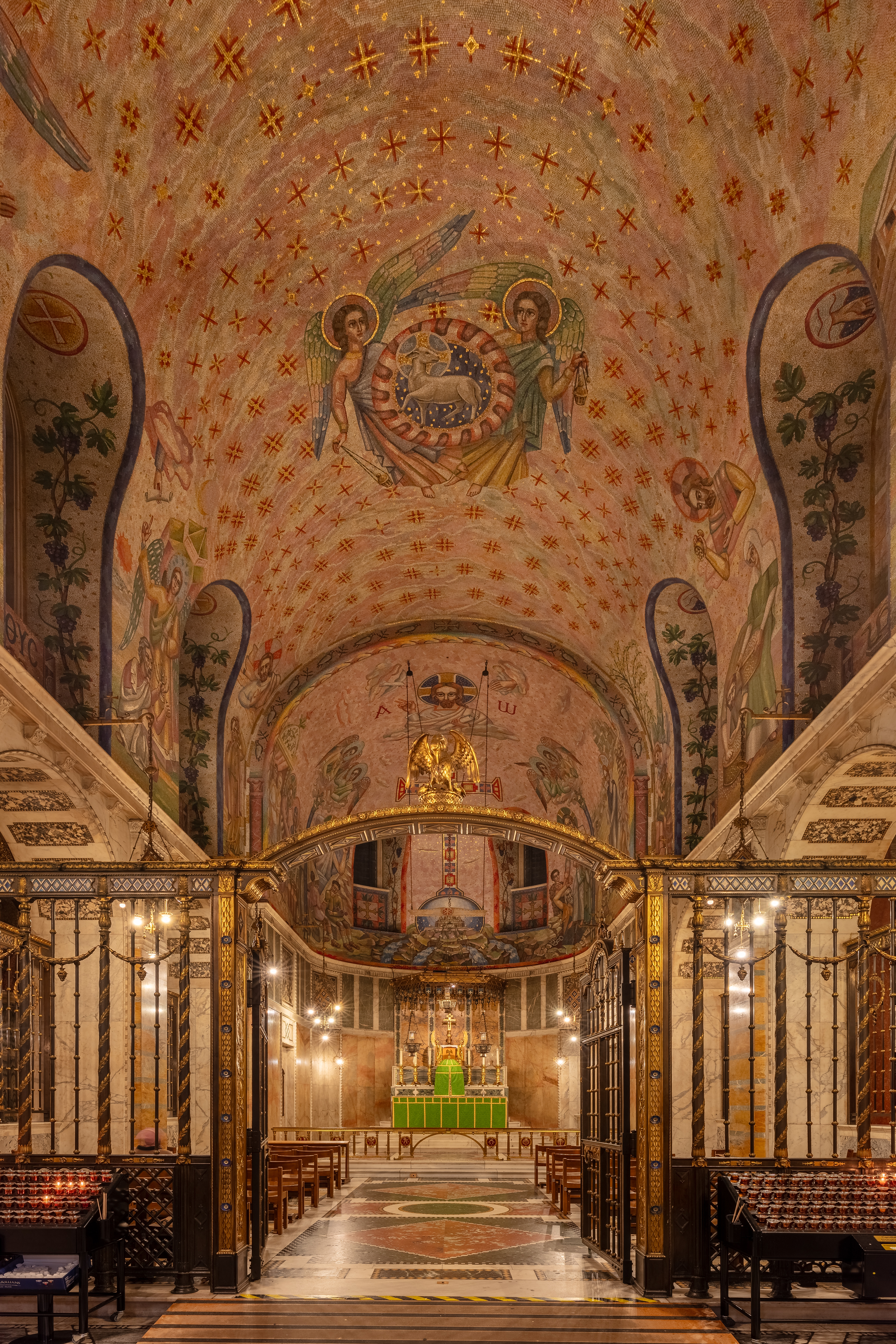
Chapelle du Saint-Sacrement.
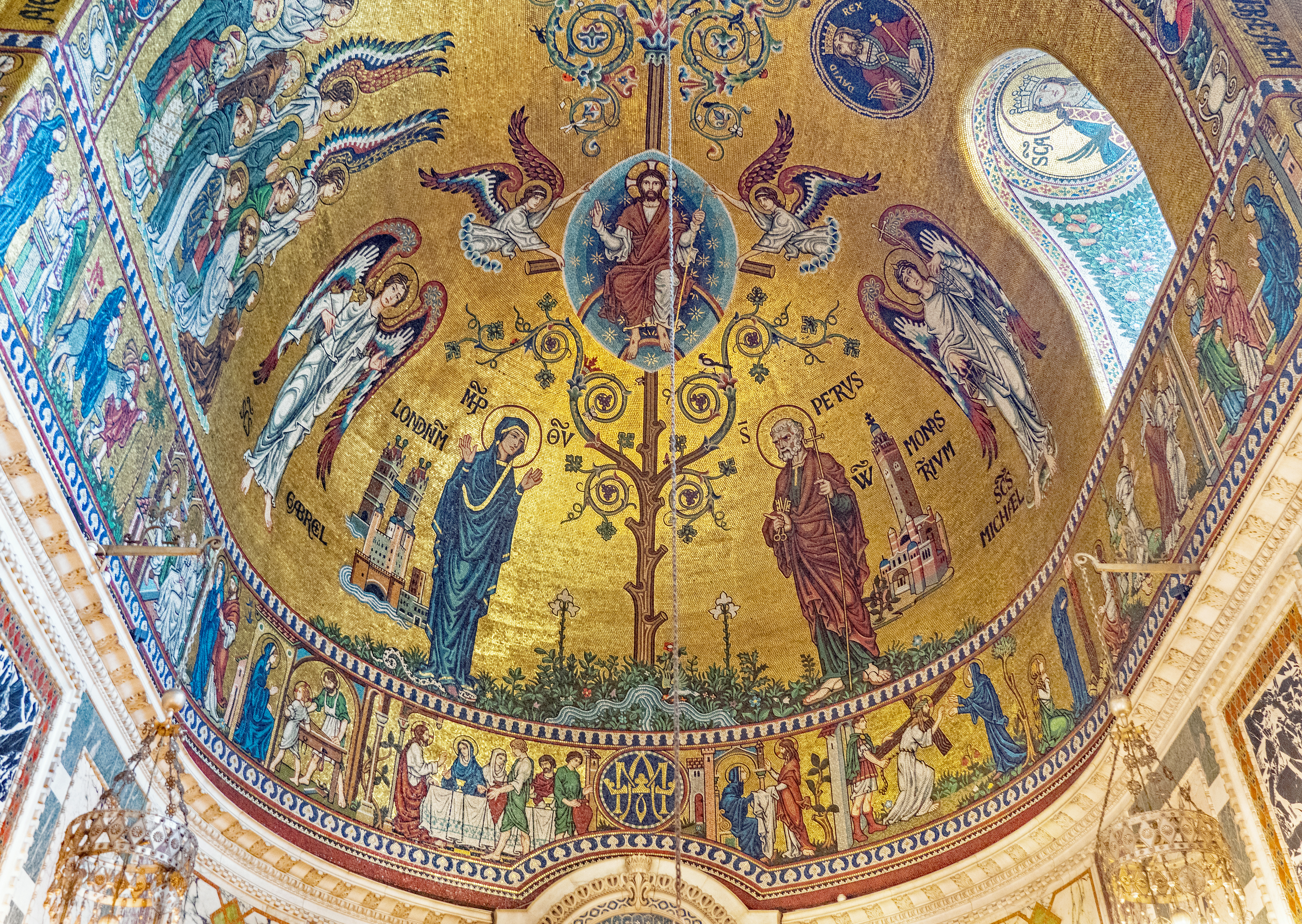
Mosaïque de la chapelle de la Vierge, avec l'arbre de Jessé, sainte Marie et saint Pierre.
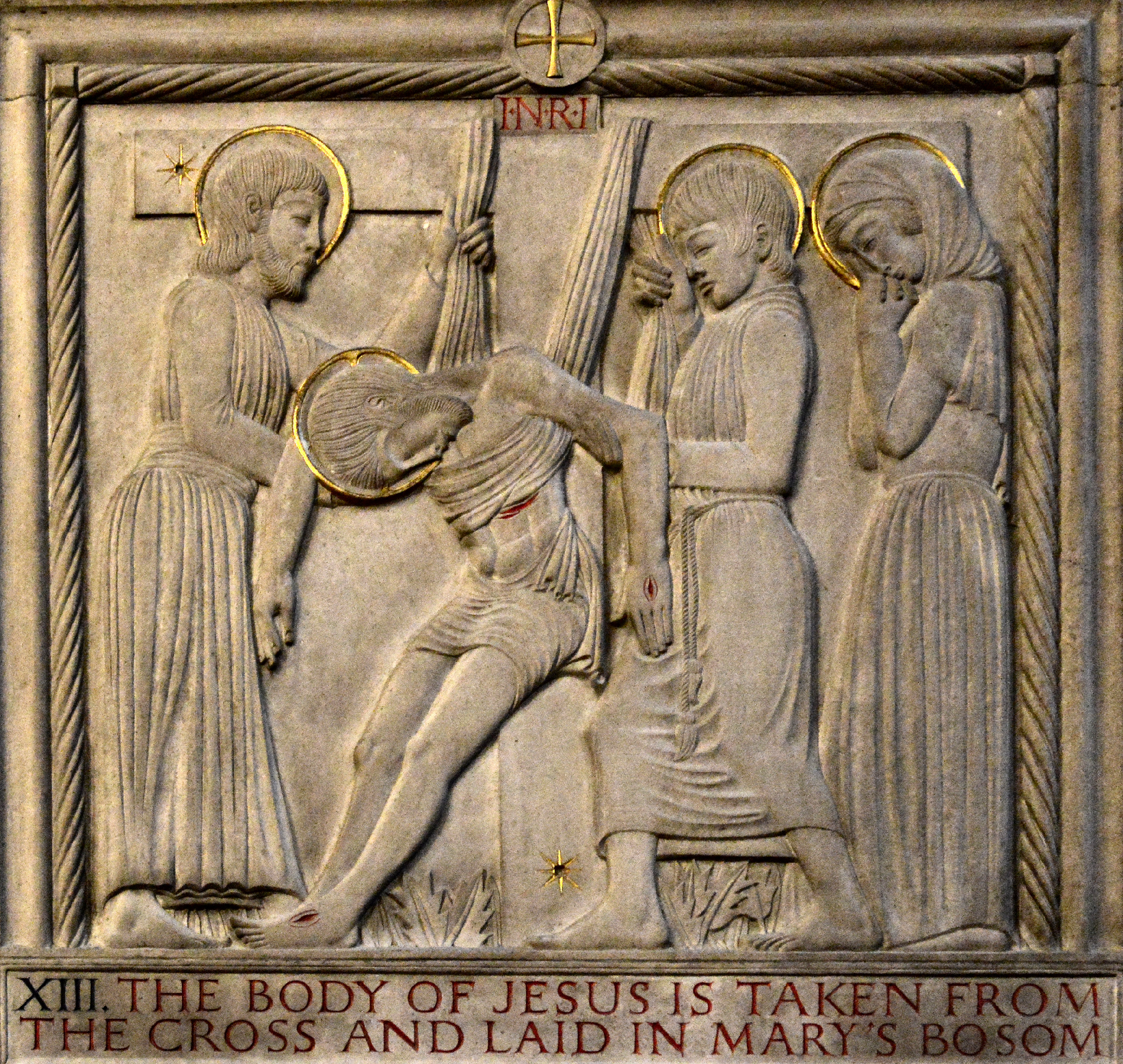
XIIIe station.
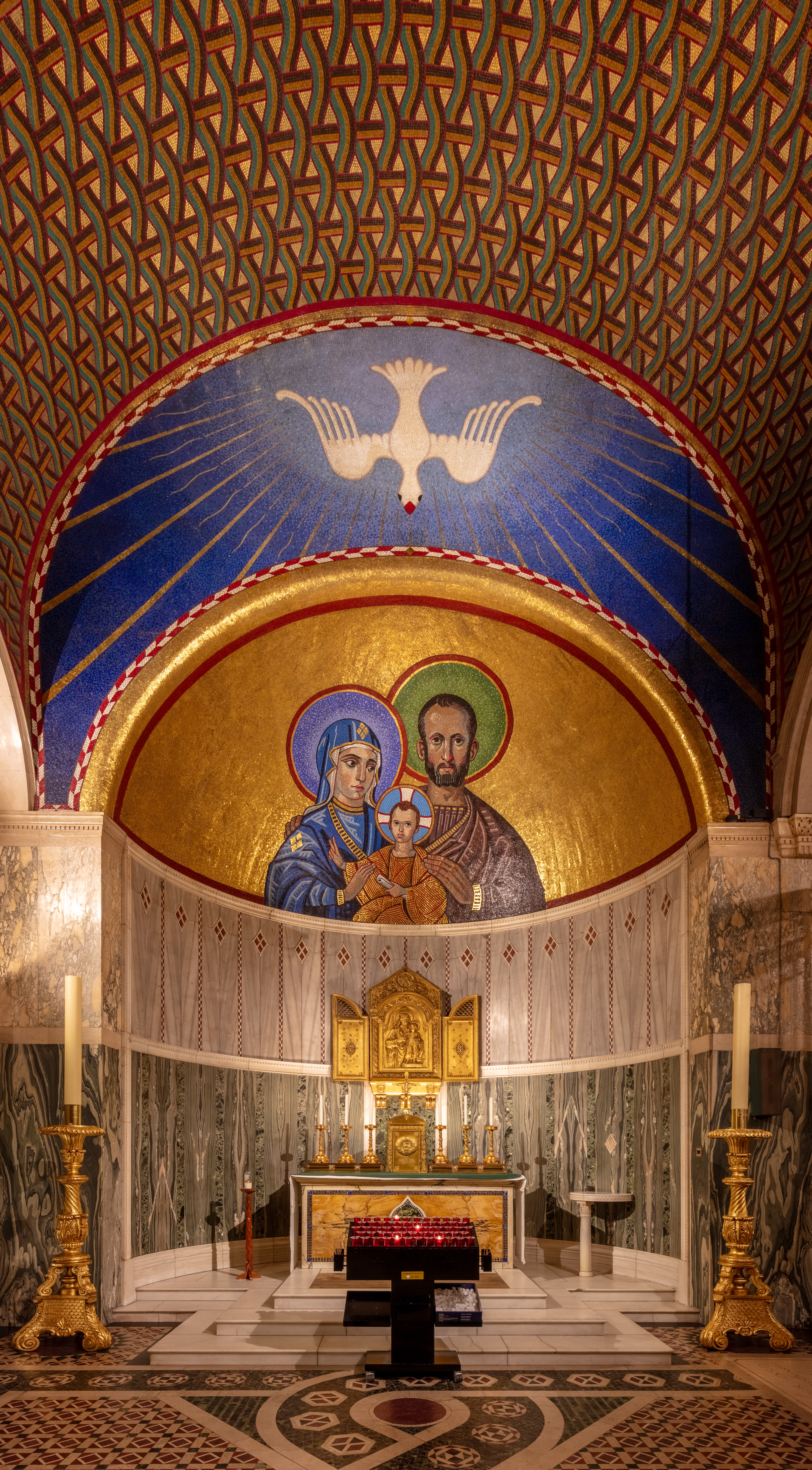
Chapelle de la Sainte Famille.
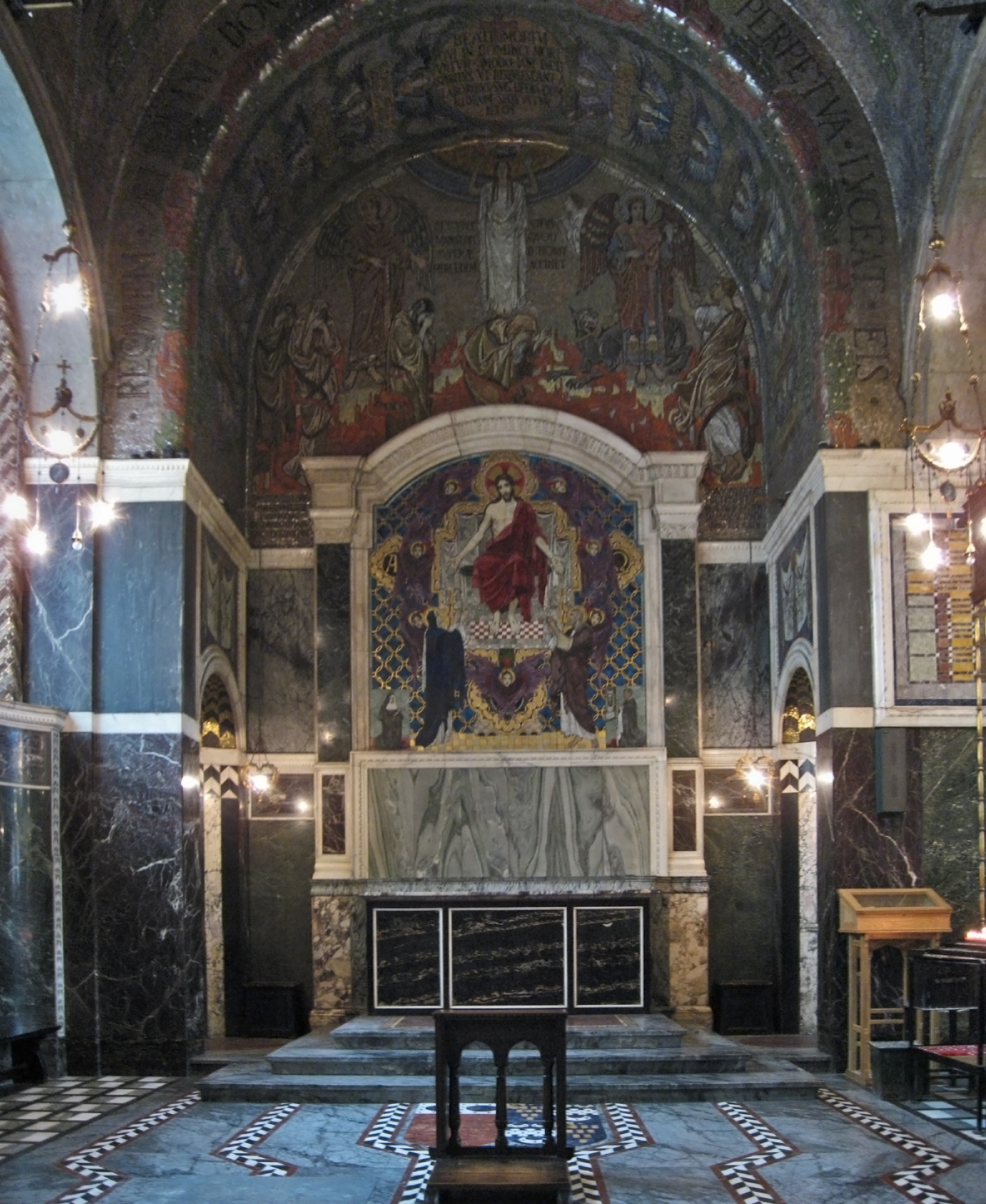
Chapelle des Âmes Saintes.

### Clocher
Le clocher est de style lombardo-byzantin, de type campanile, et mesure 82 m de hauteur. On accède au sommet par un ascenseur et l'on peut admirer un panorama qui permet d'apprécier la cathédrale Saint-Paul, et l'abbaye de Westminster.

## Galerie

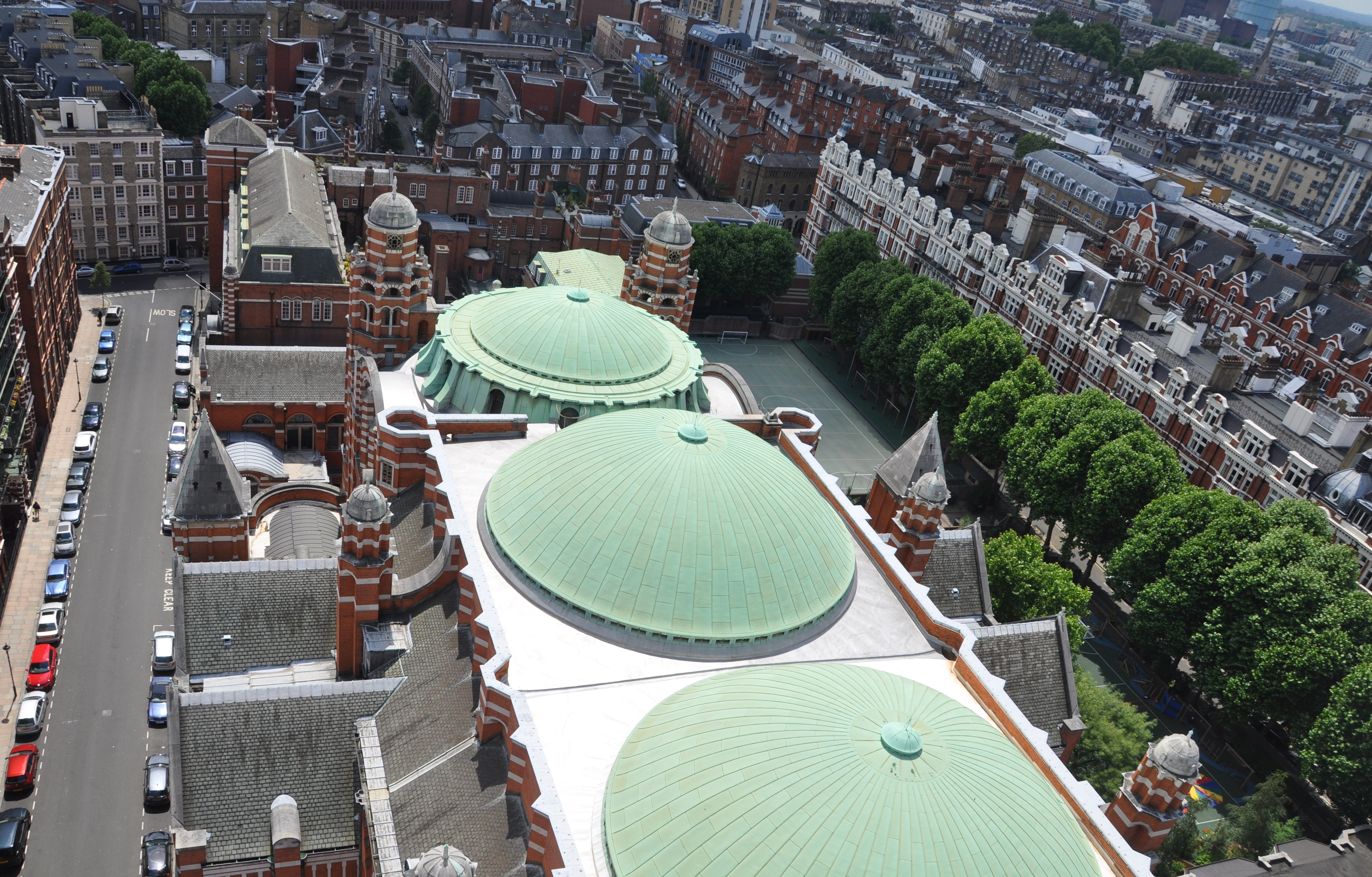
Une partie du toit, vu du clocher.
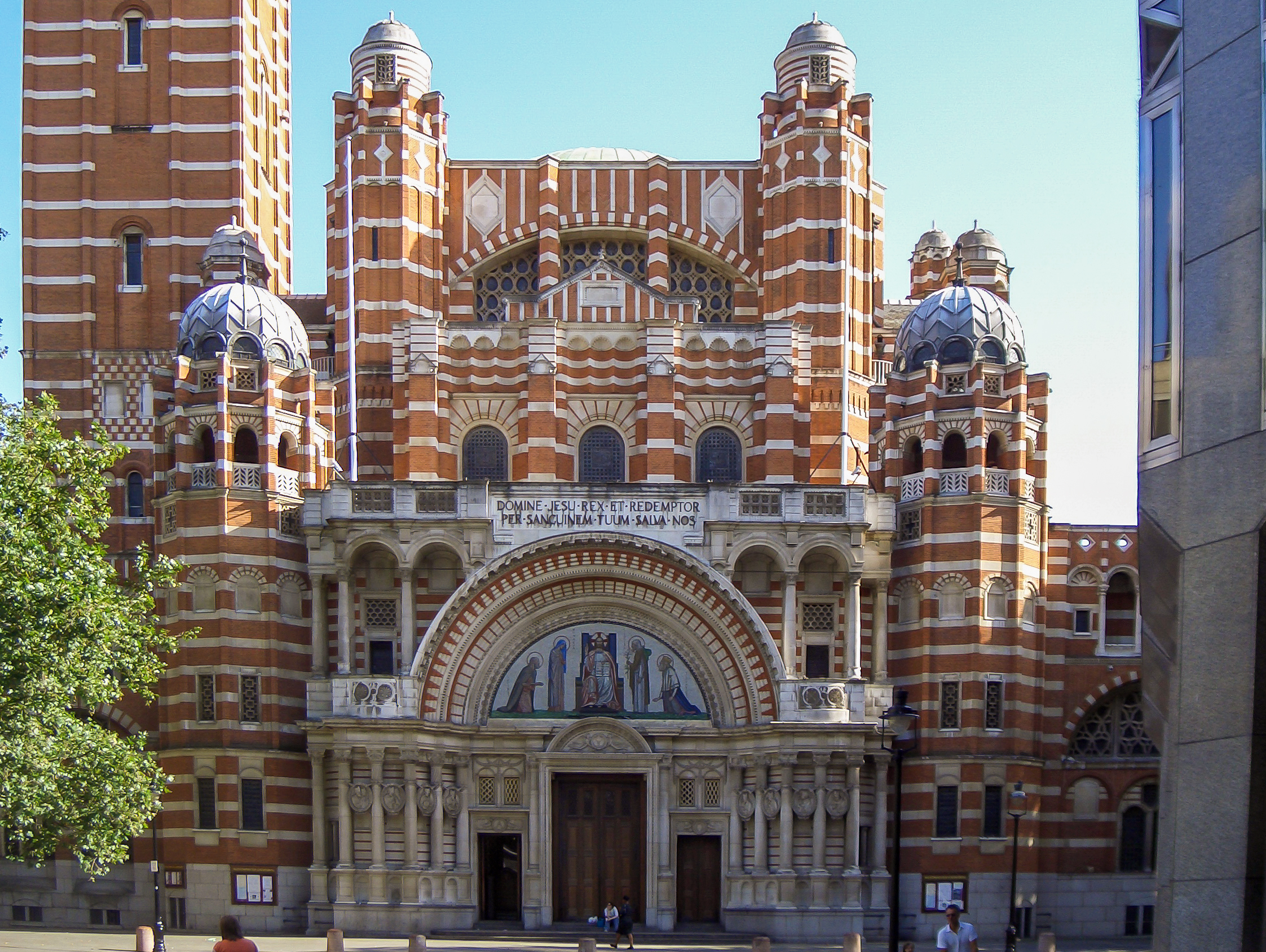
Le portail nord-ouest de la cathédrale.
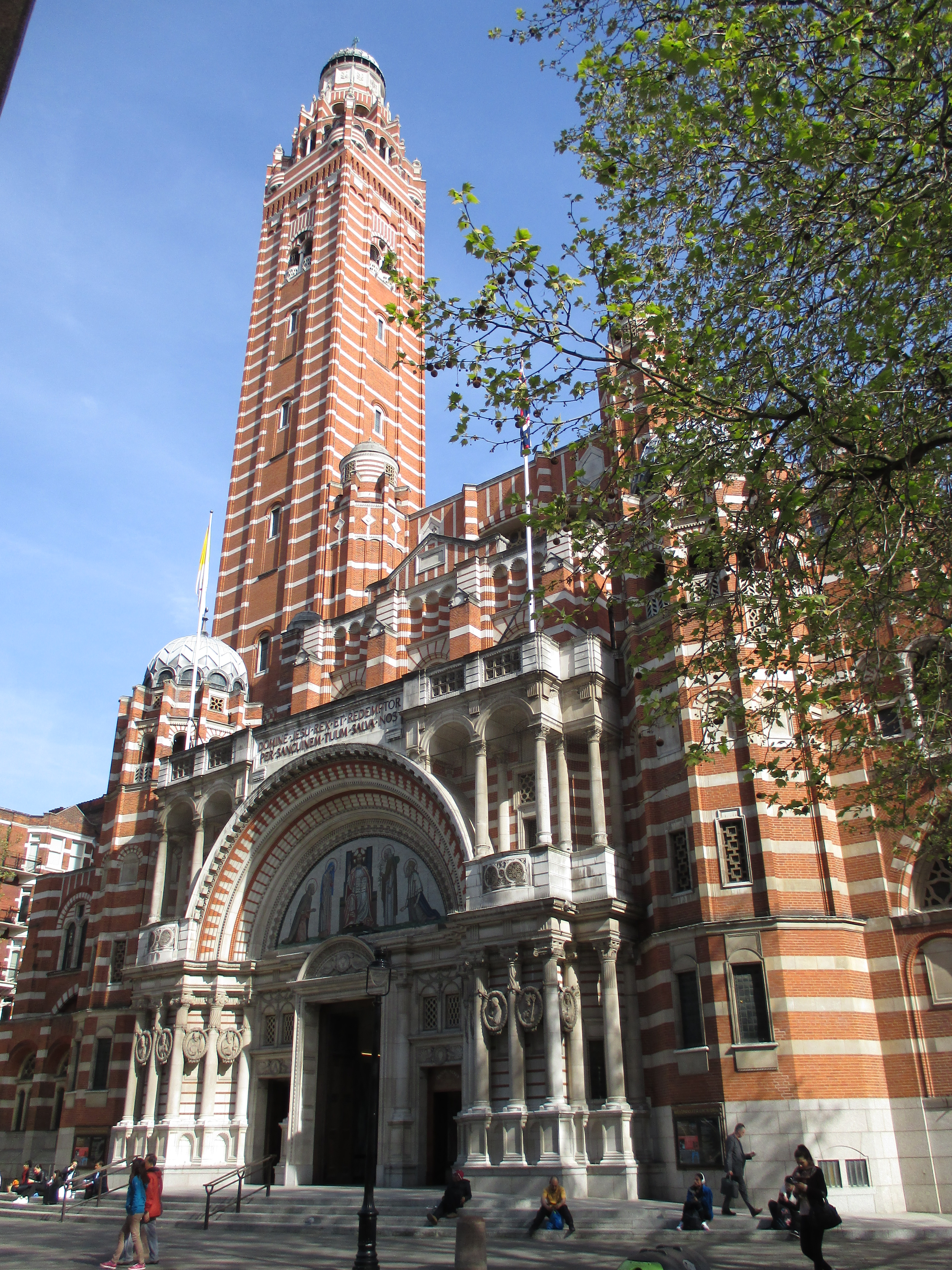
Le portail nord-ouest avec le clocher.
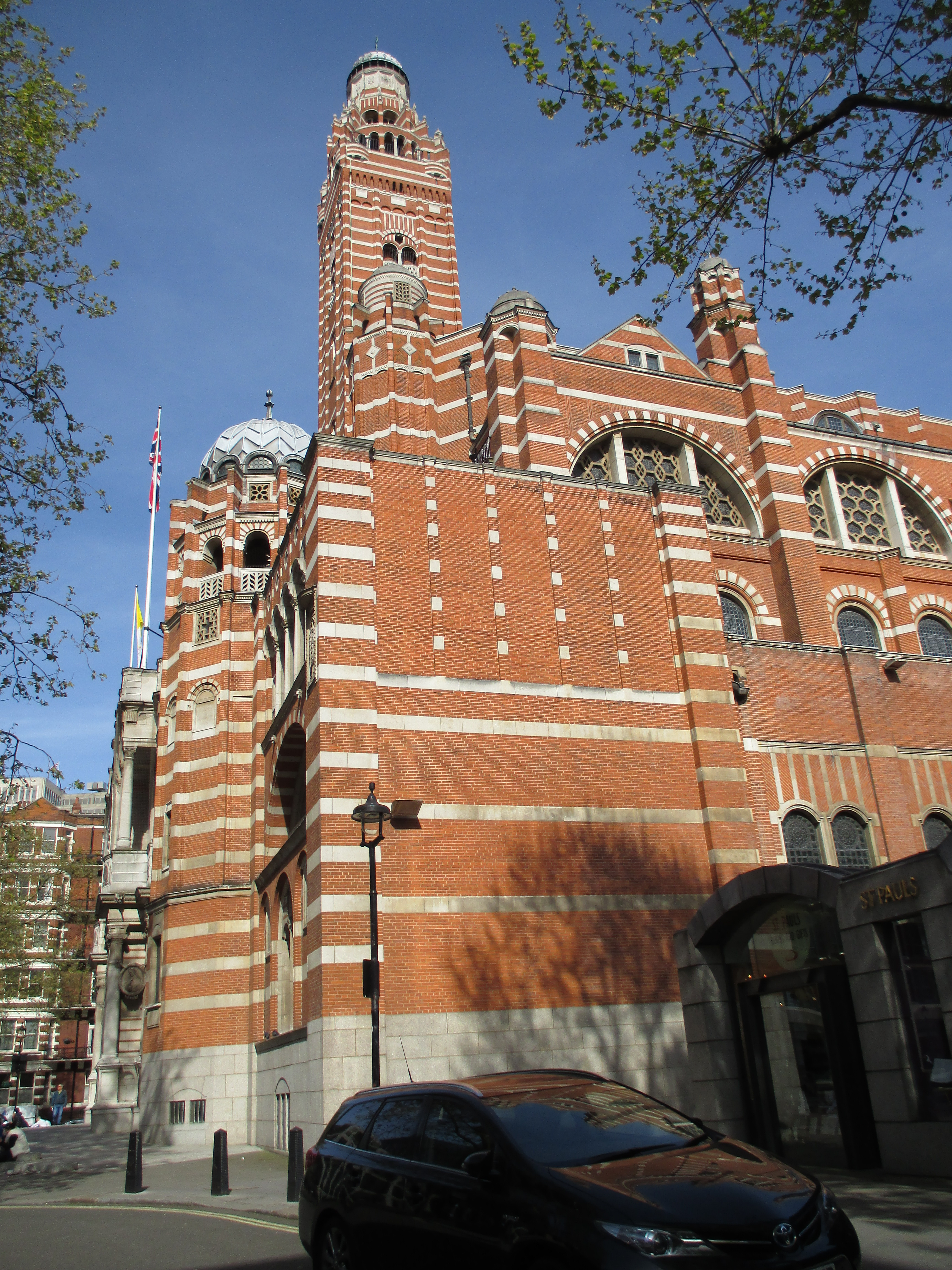
Vue du sud-ouest.
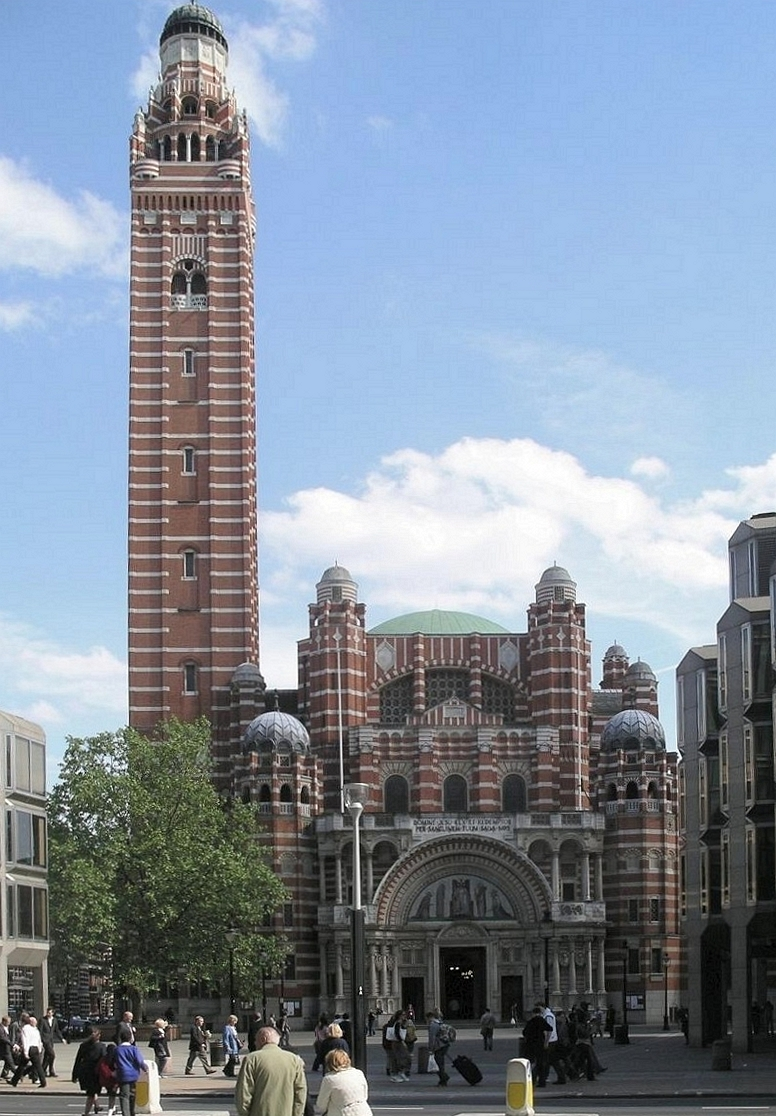
Vue d'ensemble de la façade.

## Musique
Malgré son histoire relativement courte comparée à celle des autres cathédrales anglaises, la cathédrale de Westminster jouit d'une tradition chorale distinguée, et son chœur est considéré comme excellent. Cette excellence musicale a pour origine la vision partagée du cardinal Vaughan, fondateur de la cathédrale, et de Sir Richard Runciman Terry, son directeur musical. Terry prépara ses choristes toute l'année qui précéda leur première représentation en public. Jusqu'en 1924, il organisa la reprise d'un grand nombre de partitions tirées du répertoire latin de la Renaissance anglaise, dont la plupart étaient considérées comme inconnues depuis la Réforme. Les étudiants au Conservatoire Royal, qui allaient devenir des personnes très connues, se sont vu présenter cet héritage quand Charles Villiers Stanford les envoya à la cathédrale pour entendre Polyphony for a penny. Ce programme exigeait aussi une amélioration de la capacité de déchiffrage des garçons à un niveau alors sans précédent.
Les traditions musicales de la cathédrale ont été maintenues par les directeurs musicaux successifs, tous de qualité remarquable. Parmi eux, l'on peut retenir George Malcolm, dont la voix de ténor était fameuse pour son ton « continental ». Depuis l'an 2000, le poste est occupé par Martin Baker. La cathédrale de Westminster fait célébrer des messes chantées et des vêpres.
Le chœur de la cathédrale offre dans son répertoire des œuvres de compositeurs distingués, dont la plupart sont mieux connus pour leur contribution à la musique anglicane, comme Benjamin Britten ou Ralph Vaughan Williams. Toutefois, le chœur est particulièrement renommé pour son exécution du chant grégorien et de la polyphonie de la Renaissance.
Tous les garçons du chœur sont internes à l'École du Chœur de la cathédrale de Westminster.
Contrairement à la plupart des autres cathédrales anglaises, celle de Westminster n'a pas de chœur séparé ; en effet, le chœur est caché dans l'abside derrière le maître-autel. Cela contribue, renforcé par l'excellente acoustique du bâtiment, à lui donner un son distinctif.
Situé dans la galerie ouest, le grand orgue de quatre claviers et quatre-vingt-un jeux dispose d'une position bien plus dominante que la plupart des orgues des cathédrales anglaises. Fabriqué par Henry Willis III de 1922 à 1932, il reste l'un des orgues les plus réussis et admirés d'Angleterre. L'un des morceaux les plus connus de Louis Vierne, le Carillon de Westminster, dernier mouvement de la Suite no. 3 (op. 54) des Pièces de Fantaisie, a été composé pour lui et dédié à la cathédrale. L'orgue de l'abside de quinze jeux est trop vieux. Bien que le grand orgue ait sa propre console, une autre console de l'abside peut jouer les deux instruments[Quoi ?].

## Tombes épiscopales
par ordre d'entrée en office:

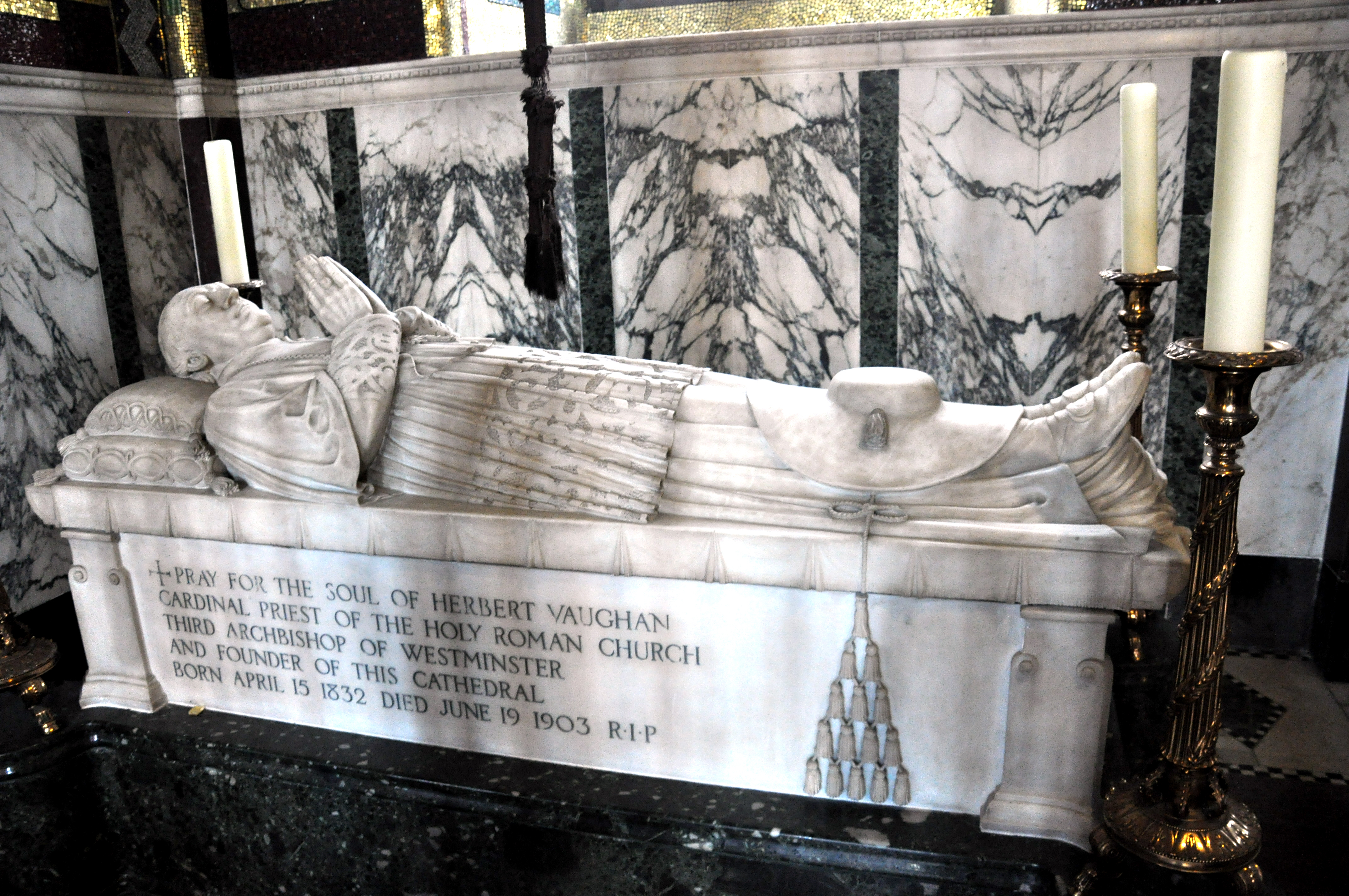
Gisant du cardinal Vaughan.

- Richard Challoner (1691-1781) vicaire apostolique du district de Londres, ré-inhumé à la cathédrale en 1946
- Nicholas Wiseman (18 février 1849-28 septembre 1850-15 février 1865), vicaire apostolique du district de Londres, puis premier archevêque de Westminster et cardinal
- Henry Edward Manning (16 mai 1865-14 janvier 1892) archevêque de Westminster et cardinal
- Herbert Vaughan (8 avril 1892-19 juin 1903) archevêque de Westminster et cardinal
- Arthur Hinsley (1er avril 1935- 17 mars 1943) archevêque de Westminster et cardinal
- Bernard Griffin (18 décembre 1943-19 août 1956) archevêque de Westminster et cardinal
- William Godfrey (3 décembre 1956-22 janvier 1963) archevêque de Westminster et cardinal
- John Carmel Heenan (22 février 1965-7 novembre 1975) archevêque de Westminster et cardinal
- Basil Hume (9 février 1976-17 juin 1999) archevêque de Westminster et cardinal

### Articles liés
- Oratoire de Brompton
- Architecture néo-byzantine
- Liste des cathédrales de Londres
- Liste des cathédrales de Grande-Bretagne